# Urnengräberfeld Rüningen
Koordinaten: 52° 12′ 36″ N, 10° 29′ 42″ O
Das Urnengräberfeld Rüningen ist ein archäologischer Fundplatz im Braunschweiger Stadtteil Rüningen in Niedersachsen. Es handelt sich um ein germanisches Gräberfeld aus der späten römischen Kaiserzeit, das vom ausgehenden 3. bis ins 7. Jahrhundert mit Urnen belegt worden ist. Die Größe des archäologisch untersuchten Gräberfeldes wird auf 13 Hektar mit etwa 4500 Bestattungen geschätzt, womit es sich um die größte Anlage dieser Zeitstellung im Braunschweiger Land handelt. Die Ausgrabungen erfolgten zwischen 2005 und etwa 2015. Seitdem ist das Gelände überbaut.

## Beschreibung
Das Gräberfeld liegt südlich von Rüningen und nordwestlich von Leiferde auf bis 2005 landwirtschaftlich genutzten Flächen, mittlerweile ist es durch die öffentliche Schmitzstraße sowie Parkflächen und Gebäude einer Firma für optische Messtechnik vollständig überbaut. Es wird von der A 39, der B 248, einer Kreisstraße und einem Gewerbegebiet begrenzt. Im Süden fand das Gräberfeld seine natürliche Grenze durch die Niederung des Thiedebaches. Seine nördliche Ausdehnung ist nicht bekannt, da dort zum Zeitpunkt der Grabung bereits eine Bebauung durch das Gewerbegebiet Braunstraße-Süd bestand.
Die Existenz eines Gräberfeldes in dem Bereich ist seit mindestens 1928 bekannt, als erstmals etwa 70 frühgeschichtliche Urnen ausgegraben worden sind. Im Jahre 2003 stieß ein Landwirt beim Pflügen seines Ackers erneut auf Fragmente von Tongefäßen. Ein herbeigezogener Heimatpfleger identifizierte sie als frühgeschichtliche Keramik. Eine erste großflächige archäologische Untersuchung des Gräberfeldes nahm die Bezirksarchäologie Braunschweig des Niedersächsischen Landesamtes für Denkmalpflege im Jahre 2005 vor. Sie war erforderlich, da die Bodenreste von einer Zerstörung durch den Bau einer Anschlussstelle der A 39 und die Einrichtung eines Kreisverkehrs bedroht waren. Dabei wurden 110 Urnenbestattungen geborgen. Da auf weiteren Ackerflächen ein Gewerbegebiet geplant ist, werden die archäologischen Untersuchungen dort seit dem Jahre 2008 fortgesetzt. Ein Abschluss der Untersuchungstätigkeit ist im Jahr 2015 vorgesehen.
Bei den Ausgrabungen sind bisher (2015) rund 3800 Bestattungen festgestellt worden. Im Westen des Gräberfeldes fanden sich rund 30 Stellen mit kohleartigen Resten im Boden, die sich als frühere Scheiterhaufen zur Einäscherung von Verstorbenen identifizieren ließen. Laut der Rekonstruktion der Archäologen wurde der Leichenbrand nach der Verbrennung aus dem Scheiterhaufen heraus gesammelt und in eine Urne gefüllt, die in eine Erdgrube von 40 bis 60 cm Tiefe gesetzt wurde. Beigaben oder Reste der verbrannten Ausstattung der Verstorbenen fanden sich nur in wenigen Fällen in den Urnen. In Einzelfällen waren dies durch die Verbrennung zerschmolzene Kämme und Spielsteine aus Knochen sowie Glasreste. Metallgegenstände, etwa Nieten, lagen kaum in den Urnen. Eine Ausnahme bildet eine Pfeilspitze aus Bronzeblech, die keine Brandspuren aufwies und nachträglich in eine Urne gelangt war.
Bei den ältesten Urnen handelt es sich um sorgfältig gearbeitete und verzierte Schalenurnen von rund 30 cm Durchmesser. Weitere Urnenformen sind Gefäße mit Standring und topfartige Urnen sowie Kümpfe. Es fanden sich auch plumpe Urnen, die schlecht gebrannt sind. Die Qualität der Gefäße nahm im Laufe der Zeit ab. Bei einem Teil der Urnenbestattungen vermuten die Archäologen eine schlechte Materialqualität oder selbstauflösende Gefäße, zum Beispiel aus Holz oder Stoff.
Auffallend war, dass sich die über 400 Jahre vorgenommenen Beisetzungen nicht überlagerten. Das lässt auf eine dauerhafte obertägige Grabmarkierung schließen. Als Markierungen konnten die Archäologen zum Teil flache Erdhügel nachweisen, um die die Urnen kreisförmig angeordnet waren.

## Bewertung
Die Archäologen vermuten, dass es sich bei dem Gräberfeld um den zentralen Friedhof einer Bevölkerung handelte, die in kleinen Gehöftgruppen in dem Gebiet südlich der heutigen Stadt Braunschweig lebte. Bei den angenommenen 6000 Bestattungen in rund 400 Jahren gab es rechnerisch jährlich rund 15 Todesfälle. Berechnungen ergaben, dass dies einer gleichzeitig lebenden Bevölkerung von etwa 500 bis 1000 Personen entspricht.
Seitens des Niedersächsischen Landesamtes für Denkmalpflege bestand ein hohes wissenschaftliches Interesse, das Gräberfeld vollständig zu untersuchen, weil es ein Geschichtszeugnis von landesweiter Bedeutung darstelle. Es sei in der Region Braunschweig nicht nur die bisher größte entdeckte Anlage, sondern auch das letzte weitgehend erhaltene germanische Gräberfeld. Viele andere Stätten sind von der Landwirtschaft, insbesondere durch den tiefgründigen Spargelanbau, zerstört worden.